# الویس پرسلی
اِلویس آرون پرسلی (به انگلیسی: Elvis Aaron Presley؛ ۸ ژانویه ۱۹۳۵ – ۱۶ اوت ۱۹۷۷) که با تک‌نام الویس نیز شناخته می‌شود، خواننده و بازیگر آمریکایی بود. از او با عنوان «سلطان راک اند رول» یاد شده است و یکی از برجسته‌ترین چهره‌های فرهنگی سدهٔ بیستم دانسته می‌شود. بازخوانی مهیج ترانه‌های دیگران و سبک اجرای به‌لحاظ جنسی تحریک‌آمیز او در حالی که متأثر از ترکیبی استثنایی از موضوعات نژادی در طول دوران تحول روابط نژادی بود، او را به سوی موفقیت چشمگیر و جنجال‌هایی سوق داد.
پرسلی در توپلوو، میسیسیپی متولد شد و در ۱۳ سالگی همراه با خانواده‌اش به ممفیس، تنسی نقل مکان کرد. فعالیت موسیقی او در سال ۱۹۵۴ و در همان‌جا آغاز شد؛ او در سان رکوردز با سام فیلیپس، تهیه‌کننده‌ای که می‌خواست صدای موسیقی آمریکایی آفریقایی‌تبار را به مخاطبان بیشتری برساند، شروع به ضبط کرد. او به همراه نوازنده‌هایش از پیشگامان راکابیلی شدند و بعدها به‌مدت دو دهه با آرسی‌ای ویکتور قرارداد بست. اولین تک‌آهنگ پرسلی تحت نظر آرسی‌ای ویکتور، «هتل دل‌شکستگان» بود که در ژانویهٔ ۱۹۵۶ منتشر شد و به صدر جدول فروش ایالات متحده رسید. آرسی‌ای ظرف یک سال ده میلیون نسخه از این تک‌آهنگ پرسلی را فروخت. در پی حضور موفق در تلویزیون و ضبط آثار پرفروش، او به چهرهٔ پیشروی موسیقیِ رو به ترقی و محبوب راک اند رول تبدیل شد. سبک اجرای پرسلی و زنده‌کردن صدای به حاشیه رانده‌شدهٔ آفریقایی-آمریکایی‌ها باعث شد که به‌طور گسترده‌ای او را تهدیدی برای سلامت اخلاقی جوانان سفیدپوست آمریکایی بدانند.
نخستین تجربهٔ بازیگری پرسلی در سینما مربوط به موزیکال به‌ملاطفت دوستم بدار (۱۹۵۶) بود. او در سال ۱۹۵۸ به خدمت سربازی فراخوانده شد، و دو سال بعد فعالیت موسیقی خود را با برخی از موفق‌ترین آثار تجاری‌اش آغاز کرد. با این حال، او کنسرت‌های کمی برگزار کرد و با هدایت کلنل تام پارکر، بخش عمده‌ای از دههٔ ۱۹۶۰ را به ساخت فیلم‌های هالیوودی و آلبوم‌های موسیقی متن اختصاص داد که اکثر آن‌ها مورد تمسخر منتقدان قرار گرفتند. برخی از مشهورترین فیلم‌هایش راک در زندان (۱۹۵۷) و زنده‌باد لاس وگاس (۱۹۶۴) هستند. او در سال ۱۹۶۸، پس از وقفه‌ای هفت ساله از اجراهای زنده، در کام‌بک تلویزیونی تحسین‌شدهٔ الویس به صحنه بازگشت که منجر به برگزاری اقامت کنسرتی طولانی‌مدت لاس وگاس و مجموعه‌ای از تورهای بسیار سودآور شد. پرسلی در سال ۱۹۷۳ کنسرتی را برگزار کرد که اولین کنسرت از هنرمند تک‌خوان بود که در سراسر جهان پخش شد. سال‌ها سوءمصرف داروهای تجویزی و عادات غذایی ناسالم سلامت او را به‌شدت به خطر انداخت و پرسلی به‌طور ناگهانی در سال ۱۹۷۷ در ملک گریس‌لند خود در ۴۲ سالگی درگذشت.
پرسلی با فروش بیش از ۵۰۰ میلیون از آثارش از سوی رکوردهای جهانی گینس به‌عنوان پرفروش‌ترین موسیقی‌دان تک‌خوان در تاریخ شناخته می‌شود. او از لحاظ تجاری در بسیاری از ژانرها، از جمله پاپ، کانتری، ریتم اند بلوز، معاصر بزرگسالان و گاسپل موفق بود. پرسلی سه جایزهٔ گرمی برنده شد و در ۳۶ سالگی جایزهٔ یک عمر دستاورد هنری گرمی را کسب کرد. نام او در چندین تالار مشاهیر موسیقی وارد شده است. او در زمینهٔ فروش موسیقی چندین رکورد، از جمله دریافت‌کنندهٔ بیشترین گواهی طلا و پلاتین از طرف انجمن صنعت ضبط موسیقی ایالات متحده آمریکا و بیشترین حضور در جدول بیلبورد ۲۰۰ را دارد. در سال ۲۰۱۸، به پرسلی پس از مرگ نشان افتخار آزادی رئیس‌جمهوری اعطا شد.

## زندگی

### کودکی و نوجوانی
الویس پرسلی در ۸ ژانویهٔ ۱۹۳۵، در خانهٔ دوخوابه‌ای در توپلوو در ایالت می‌سی‌سی‌پی زاده شد. او پسر ورنون الویس پرسلی و گلادیس لاو اسمیت بود و برادر دوقلوی او جس گارون در هنگام تولد از دنیا رفت. خانواده او در سال ۱۹۴۹ (هنگامی که او ۱۴ سال داشت) از توپِلو نقل مکان کرده و به مِمفیس در ایالت تنسی رفتند؛ جایی که پرسلی جوان برای تحصیل به دبیرستان «اِل. سی هیومز» (L.C. Humes) رفته و در سال ۱۹۵۱ درسش تمام شد. در تابستان آن سال وقتی او برای ضبط یک ترانه شخصی به نام «شادمانی من» (My Happiness) به همراه ترانه «اینجاست که اندوهت آغاز می‌شود» (That's When Your Heartaches Begin) به عنوان هدیه‌ای برای مادرش به شرکت سان رکوردز رفته بود مورد توجه رئیس آنجا قرار گرفت. پرسلی یک سال پس از آن، نخستین ضبط موسیقی خود را در این شرکت به انجام رساند که مدیریت کارهای او را در این مدت کلنل تام پارکر بر عهده گرفته بود و برنامه حضور او در صحنه را سازماندهی کرد.

### آغاز حرفه موسیقی
شرکت آرسی‌اِی ویکتور (RCA Victor) در سال ۱۹۵۵ قرارداد ضبط موسیقی پرسلی را از فیلیپس خریداری کرد. فروش بالای ترانه «هتل دل‌شکستگان» در سال ۱۹۵۶، مایه شهرت الویس پرسلی شد. نخستین فیلم سینمایی او به نام «به‌ملاطفت دوستم بدار» در همان سال اکران شد.

### خدمت اجباری
در ۲۰ دسامبر سال ۱۹۵۸، الویس نامه‌ای از طرف ارتش ایالات متحده برای اعزام به خدمت ضروری به مدت دو سال دریافت کرد. او پس از گذشت چندی از اعزام به خدمت با عنوان سرباز صفر نیروی دریایی به آلمان فرستاده شد و به عنوان راننده کامیون، خدمت سربازی خود را به پایان رساند. پرسلی در ۲ مارس ۱۹۶۰ به آمریکا بازگشت و سه روز بعد از آن درجه خود را دریافت کرد.

### زندگی شخصی
الویس پرسلی در ۱ مهٔ ۱۹۶۷ با پریسیلا پرسلی ازدواج کرد. در ۱ فوریهٔ ۱۹۶۸ تنها فرزند آن‌ها لیسا مری متولد شد.

### سال‌های پایانی و مرگ
الویس پس از جدایی از همسرش، رفته رفته گوشه‌نشین شد. او که در سال‌های پایانی عمر خود به مشکل اضافه وزن و بیماری‌های مختلف دچار شده بود، از داروهای تجویزشدهٔ گوناگونی برای مقابله با آن استفاده می‌کرد. در روز سه شنبه ۱۶ اوت ۱۹۷۷، الویس قرار بود برای آغاز تور جدیدش به پورتلند پرواز کند، اما در ساعت ۲:۳۰ بعد از ظهر، نامزدش، جینجر آلدن، او را در حالت بیهوشی در کف حمام پیدا کرد. الویس را در ساعت ۲:۵۶ بعد از ظهر به بیمارستان باپتیست مموریال رساندند. پزشکان حدود ۱ ساعت برای انجام احیای قلبی تلاش کردند، اما نتیجه ناموفق ماند. سرانجام در ساعت ۳:۳۰ بعد از ظهر همان روز، مرگ الویس پرسلی به صورت رسمی اعلام شد. پدر الویس، ورنون پرسلی نیز در ساعت ۴ بعد از ظهر همان روز در جلوی پله‌های گریسلند، به خبرنگاران مرگ پسرش را اطلاع داد. بعد از اعلام خبر مرگ الویس، جهان در شوک عظیمی فرورفت. علت مرگ او آریتمی قلبی (حمله قلبی) اعلام شد. مراسم خاکسپاری الویس در روز پنجشنبه ۱۸ اوت ۱۹۷۷ انجام شد. هزاران نفر برای مراسم خاکسپاری او به ممفیس آمده بودند. او ابتدا در قبرستان فارست هیل در کنار مادرش دفن شد، اما به دلیل تلاش برای سرقت جسد الویس در ۲۹ اوت همان سال، در ۲ اکتبر ۱۹۷۷، جسد الویس و مادرش به گریسلند منتقل شد.

## جوایز، افتخارات و میراث هنری

تمبر یادبود الویس پرسلی - انتشار در سال ۲۰۰۵ - آمریکا

در جام جهانی فوتبال ۲۰۰۲، جی اکس ال در فیلم تبلیغاتی نایکی (که در آن فوتبالیست‌های معروف از قبیل دیوید بکام، لوئیس فیگو و…) ترانهٔ «A Little Less Conversation» را میکس و از آن استفاده کرد و این ترانه به عنوان بهترین ترانه معرفی شد.
در انگلستان در سال ۲۰۱۵ برای اولین بار ارکستر فیلارمونیک سلطنتی ترانه‌های الویس پرسلی را با صدای او بازسازی کرد و در تاریخ ۶ نوامبر ۲۰۱۵ در آلبومی به نام «If I Can Dream» منتشر شد که موفق شد به مدت ۲ هفته در مقام آلبوم شماره ۱ در چارت انگلستان باقی بماند؛ و بار دوم در سال ۲۰۱۶ این گروه آلبوم دومی به نام «Wonder of You» را در ۲۸ اکتبر ۲۰۱۶ منتشر کرد که این آلبوم نیز به مدت یک هفته در صدر چارت انگلستان بود.
دونالد ترامپ، رئیس‌جمهور آمریکا، در ۱۶ نوامبر ۲۰۱۸ به الویس پرسلی نشان افتخار آزادی رئیس‌جمهوری را اهدا کرد. این نشان، بالاترین نشان افتخار غیرنظامی در ایالات متحده آمریکا به حساب می‌آید.
هواداران وفادار الویس پرسلی همه‌ساله برای او سالگرد تولد و وفات برگزار می‌کنند.
جوایز:
- الوین پرسلی برنده سه جایزهٔ گرمی شده است.
- او در ۳۶ سالگی جایزهٔ یک عمر دستاورد هنری گرمی را کسب کرد.
- نام او در چندین تالار مشاهیر موسیقی وارد شده است.
- او در زمینهٔ فروش موسیقی چندین رکورد، از جمله دریافت‌کنندهٔ بیشترین گواهی طلا و پلاتینیوم از طرف انجمن صنعت ضبط موسیقی ایالات متحده آمریکا و بیشترین حضور در جدول بیلبورد ۲۰۰ را به نام خودش دارد.

### برترین‌ها در آثار
- ۱۰۴ تک‌آهنگ که در لیست چهل‌تایی موسیقی‌های برتر قرار دارند.
- ۱۷ ترانهٔ برتر که برترین آمار را در تعداد ترانه‌های برتر دارد.
- ۷۹ هفته را به‌عنوان بهترین خواننده گذراند. (مقام بعد از وی ماریا کری با ۷۷ هفته)
- از سال ۱۹۵۶ تا ۱۹۷۲ بهترین رکورد را در ترانه‌های برتر با ۳۶ ترانه داشت. (مقام بعد بیتلها)
- رکورد اجرای بزرگ‌ترین کنسرت جهان به «الویس» تعلق دارد. کنسرت سال ۱۹۷۳ هاوایی با نام Aloha from Hawaii بیش از یک میلیارد نفر در سرتاسر جهان به عنوان بزرگ‌ترین کنسرت جهان در کتاب رکوردهای جهانی گینس به ثبت رسیده است.

## فیلم‌شناسی
- به‌ملاطفت دوستم بدار (۱۹۵۶)
- دوست داشتن تو (۱۹۵۷)
- راک در زندان (۱۹۵۷)
- شاه کروئل (۱۹۵۸)
- جی. آی بلوز (۱۹۶۰)
- ستاره سوزان (۱۹۶۰)
- وحشی در دهکده (۱۹۶۱)
- هاوایی آبی (۱۹۶۱)
- آن رؤیا را دنبال کن (۱۹۶۲)
- بچه گالاهاد (۱۹۶۲)
- دختران! دختران! دختران! (۱۹۶۲)
- در نمایشگاه جهانی اتفاق افتاد (۱۹۶۳)
- تفریح در آکاپولکو (۱۹۶۳)
- بوسه دختر عمو (۱۹۶۴)
- زنده‌باد لاس وگاس (۱۹۶۴)
- کارگر لنگرگاه (۱۹۶۴)
- شیفته دخترها (۱۹۶۵)
- قلقلکم بده (۱۹۶۵)
- هاروم اسکاروم (۱۹۶۵)
- فرانکی و جانی (۱۹۶۶)
- بهشت، به سبک هاوایی (۱۹۶۶)
- کش دادن (۱۹۶۶)
- بادآورده را باد می‌برد (۱۹۶۷)
- دردسر مضاعف (۱۹۶۷)
- پیک نیک (۱۹۶۷)
- بایست جو (۱۹۶۸)
- جاده سریع‌السیر (۱۹۶۸)
- یک زندگی کوچک، یک عشق کوچک (۱۹۶۸)
- سوارکار! (۱۹۶۹)
- دردسر با دخترها (۱۹۶۹)
- تغییر عادت (۱۹۶۹)
- الویس: همانگونه که هست (۱۹۷۰)
- الویس در تور (۱۹۷۲)